# Luther: The Fallen Sun
Luther: The Fallen Sun ist ein Thriller von Jamie Payne. Mit dem Film wird die Serie Luther rund um den Londoner Detective Chief Inspector John Luther fortgesetzt. Gespielt von Idris Elba, bricht der Protagonist aus dem Gefängnis aus, um einen sadistischen Serienmörder zu jagen. Luther: The Fallen Sun kam am 24. Februar 2023 in ausgewählte Kinos und wurde am 10. März 2023 in das Programm von Netflix aufgenommen.

## Handlung
David Robey ist ein skrupelloser Serienmörder. Er sammelt Informationen über seine Opfer, indem er sich in ihre Smartphones und Computer hackt, sie mit den gesammelten Informationen erpresst und schreckliche Taten ausführen lässt, bevor er seine Opfer auf grauenhafte und schmerzhafte Weise tötet. Damit der brillante Londoner Detective Chief Inspector (DCI) John Luther ihm nicht gefährlich werden kann, lässt Robey Beweise zu den Straftaten ausgraben, die Luther als Polizist beging, um Fälle zu lösen, und bringt ihn damit ins Gefängnis. David verspottet John, indem er die Schreie seines letzten Opfers über ein Kurzwellenradio zu ihm ins Gefängnis sendet, was Luther schließlich dazu bringt, mit etwas Hilfe zweier Gefängniswärter bei einer Verlegung in ein anderes Gefängnis zu flüchten und seine Suche nach Robey zu beginnen.
Nach Johns erfolgreicher Flucht hat er einige Begegnungen mit David Robey und es wird klar, dass der Mörder etwas Großes plant. John wendet sich hilfesuchend an Detective Chief Inspector Odette Raine, die eigentlich mit der Festnahme Luthers beauftragt ist. Raine misstraut John zunächst, erkennt jedoch bald, dass er ihr helfen möchte. Robey entführt Raines Tochter Anya und fordert die Polizistin auf, John zu töten, was diese ablehnt. Im Krankenhaus besuchen Raine und John Robeys Frau Georgette, die ihnen den ehrgeizigen Plan ihres Mannes erklärt: Robey hat Menschen aus der ganzen Welt entführt, um sie in einem Red Room, den er in einer entlegenen Gegend Norwegens eingerichtet hat, zu ermorden und Sadisten dabei sowohl zusehen als auch mitbestimmen zu lassen, wie er seine Opfer tötet.
Nachdem John und Raine Robeys Haus in Norwegen erreichen, werden sie dort von Robey gefangen genommen und der Mörder droht, Raines Tochter Anya zu töten, wenn diese John nicht zur Unterhaltung seiner Abonnenten foltert. John kann jedoch Robeys Zuseher zum Abschalten bewegen, in dem er diesen mitteilt, dass die Polizei bereits sämtliche IP-Adressen rückverfolgen würde.
Robey ist sich sicher, dass seine Frau Georgette die einzige Person ist, die seine Pläne verraten haben könnte. Daher plant er ihre Ermordung durch einen Polizisten aus Raines Einheit, den er ebenfalls erpresst, allerdings ist Robey nicht darauf vorbereitet, dass Luther seinen ehemaligen Vorgesetzten Martin Schenk bittet, auf Georgette aufzupassen. Als Robey schließlich merkt, dass sein gesamter Plan gescheitert ist, versucht er zu fliehen und John nimmt die Verfolgung auf.
In der Zwischenzeit gewinnt Raine einen Kampf mit einem von Robeys Schlägern und kann auch vorerst ihre Tochter Anya retten, allerdings wurden beide von Robey bei dessen Flucht in der bunkerartigen Folterkammer eingesperrt. Robey hatte in der Kammer eine Sprinkleranlage mit Kerosin installiert, mit der er über sein Smartphone ursprünglich den Raum in Brand stecken wollte, um seine Spuren zu verwischen. John verfolgt Robey zu seinem Land Rover und beide kämpfen in dem Fahrzeug miteinander, während sie über einen zugefrorenen See fahren. Der Land Rover bricht plötzlich durch das Eis und versinkt mit beiden im eiskalten Wasser, während sie weiter miteinander kämpfen. Robey kann sich zwar zunächst aus dem Fahrzeug befreien, allerdings findet er die Stelle nicht mehr, an der der Land Rover durch die Eisdecke brach und er ertrinkt schließlich unter dem Eis in dem See, in dem er auch die Leichen vieler seiner früheren Opfer versteckt hatte.
Luther gelingt es schließlich unter Wasser, Robeys Smartphone zu nutzen, um die Tür im Bunker für Raine und Anya zu öffnen, er selbst kann sich jedoch nicht mehr aus dem Land Rover befreien. John scheint sich sein Schicksal zu fügen und verliert das Bewusstsein, jedoch ist mittlerweile die Polizei am See eingetroffen und Polizeitaucher können ihn retten. Während John medizinisch behandelt wird, stößt Martin zu ihnen. John und Martin umarmen sich, als Odette zu ihm kommt, um ihm für seine Hilfe bei der Rettung ihrer Tochter zu danken. Da John immer noch ein flüchtiger Häftling ist, werden ihm Handschellen angelegt und er wird in einem Hubschrauber nach England zurückgeflogen.
John erwacht schließlich in England und stellt fest, dass er sich in einem Safe House befindet. Der Film endet schließlich mit einer Szene, in der ein Mann Luther beim Verlassen des Safe Houses mitteilt, dass ihn ein nicht näher genannter „Chief“ sprechen möchte, weil er bei der Jagd auf Robey gute Arbeit leistete.

## Produktion

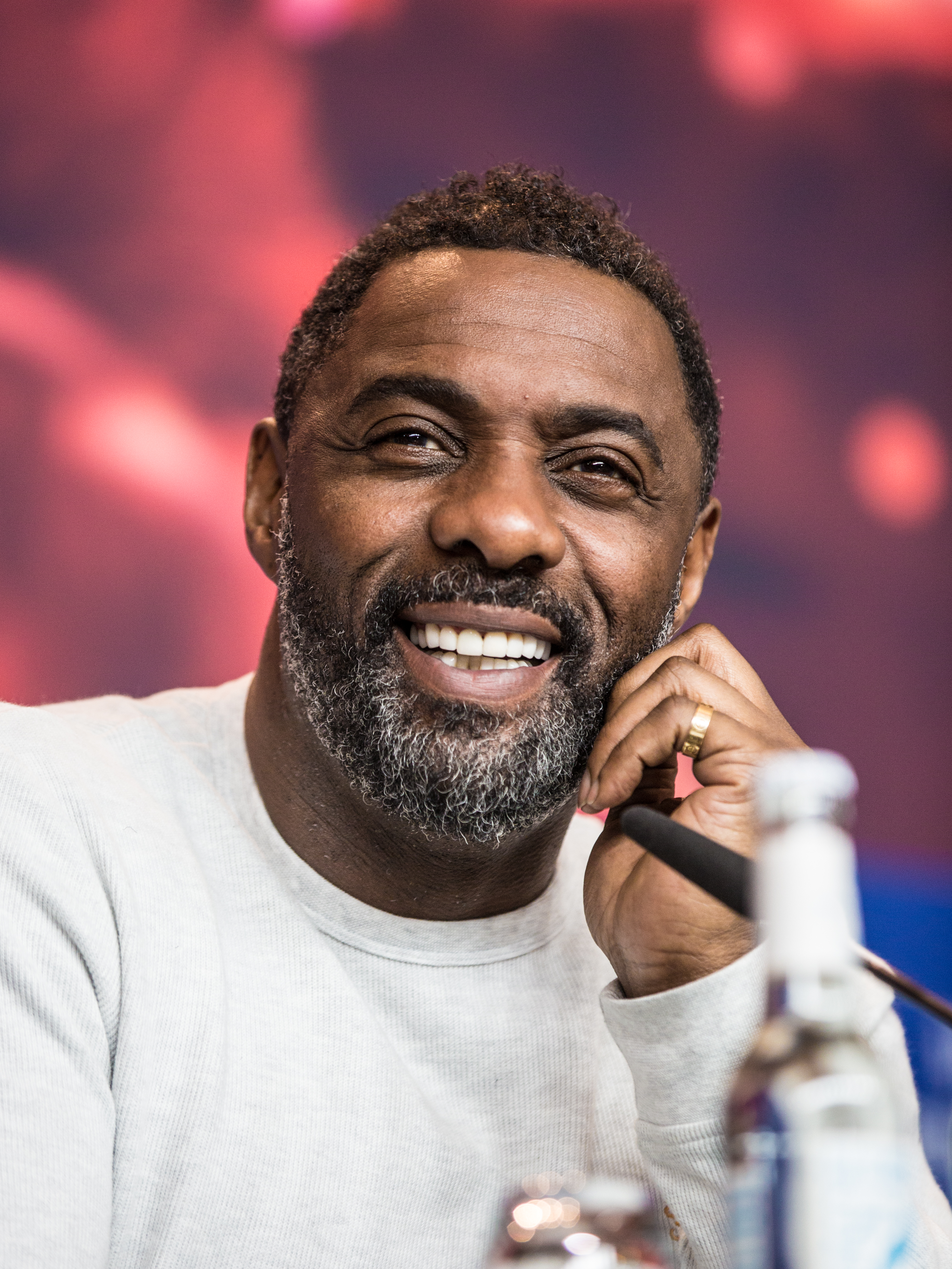
Idris Elba kehrte wieder in die Rolle von John Luther zurück

Wie für die Serie Luther schrieb Neil Cross auch das Drehbuch für den Film. Die Serie wurde in fünf Staffeln mit gesamt 20 Folgen veröffentlicht, wobei die Ausstrahlung in den Jahren 2010 bis 2019 erfolgte. Regie führte Jamie Payne, der in der Vergangenheit überwiegend für Serien wie The White Queen, Legends und Outlander, aber auch Luther tätig war.
Neben Idris Elba in der Rolle des Detective John Luther, der den Film gemeinsam mit Cross, Peter Chernin, Jenno Topping und David Ready auch produzierte, gehören auch Cynthia Erivo und Andy Serkis zum Cast. Erivo unterstützt den Titelhelden als Detective und Serkis spielt den Bösewicht.
Als Kameramänner fungierten Larry Smith und Tom Stern, die beide zuvor schon für größere Hollywood-Produktionen arbeiteten.
Die Filmmusik komponierte Lorne Balfe. Ende Februar 2023 veröffentlichte Netflix Music eine neue Version des Songs Paradise Circus von Massive Attack, der bereits in der Fernsehserie Luther als Titelmelodie verwendet wurde. Dieser ist auch auf dem insgesamt 31 Musikstücke umfassenden Soundtrack-Album enthalten, das am 3. März 2022 veröffentlicht wurde.
Luther: The Fallen Sun kam am 24. Februar 2023 in ausgewählte Kinos und wurde am 10. März 2023 in das Programm von Netflix aufgenommen.
Die deutschsprachige Synchronisation entstand nach einem Dialogbuch von Eva Maria Peters und unter der Dialogregie von Matthias Lange im Auftrag von FFS Film- & Fernseh-Synchron, Berlin. Thomas Kästner ersetzte dabei Eberhard Haar als Stimme von Dermot Crowley.
| Schauspieler   | Rolle           | Synchronsprecher   |
| -------------- | --------------- | ------------------ |
| Idris Elba     | John Luther     | Oliver Stritzel    |
| Cynthia Erivo  | Odette Raine    | Dela Dabulamanzi   |
| Andy Serkis    | David Robey     | Frank Röth         |
| Dermot Crowley | Martin Schenk   | Thomas Kästner     |
| Hattie Morahan | Corinne Aldrich | Katharina Spiering |
| Thomas Coombes | Archie Woodward | Jeremias Koschorz  |
| Vincent Regan  | Dennis McCabe   | Stephan Baumecker  |

## Rezeption
Die Kritiken fielen gemischt aus. Bei Rotten Tomatoes sind 67 Prozent positiv.
Sebastian Seidler vom Filmdienst schreibt, The Fallen Sun gebe zwar vor, sich nach dem ganz großen Kino zu strecken, dem Film misslinge in seiner Verdichtung der Sprung von der epischen Breite der Serie aber vollkommen. Vom Charme des räudigen Straßenköters Luther sei in dieser Langfilmversion nicht mehr viel übrig, und jede Station der Ermittlung wirke atemlos verknappt, als hätte man eine ganze Staffel auf die Länge eines einzelnen Spielfilms zurechtgestutzt. Wenn Luther am Ende durch eine morbide Schneelandschaft stapfen muss, um in einem klischierten Horrorbunker banale Küchenpsychologie aufzutischen, verliere sich der Film in der eigenen Lächerlichkeit.